# Conservatorio Torlonia
Il conservatorio Torlonia si trovava a Roma in salita Sant'Onofrio, la ripida salita che collega la Via della Lungara alla chiesa di Sant'Onofrio al Gianicolo. Era un istituto di carità per fanciulle povere e orfane.

## Storia
Nacque come Istituto del Sacro Cuore di Gesù a Sant'Onofrio ad opera di Elisabetta Cozzoli, madre del venerabile servo di Dio padre Emmanuele Ribera (1811-1874) e discepola di san Vincenzo Pallotti. Cominciò a funzionare nel novembre del 1839 ospitando 32 fanciulle dai 7 ai 12 anni assistite da una priora e da una maestra pagate dal commendatore Carlo Torlonia.
Nel 1841 fu rifondato da Carlo Torlonia (1798-1848) prendendo il nome conservatorio Torlonia e alla sua morte fu ampliato da suo fratello Alessandro (1800-1886) che ne era proprietario e che lo mantenne interamente a sue spese.
L'Istituto aveva per scopo di alimentare ed educare gratuitamente un certo numero di giovanette orfane di entrambi i genitori e accoglieva ogni giorno un numero molto più grande di esterne a cui veniva impartita una istruzione religiosa e domestica insieme a qualche piccolo alimento. Fungeva anche da casa di ricovero per un certo numero di anziane senza mezzi di sussistenza.
L'Istituto era posto sotto la direzione delle figlie della carità di San Vincenzo de' Paoli le quali facevano visite gratuite a domicilio ai poveri delle parrocchie di Chiesa di San Pietro in Carcere, Santo Spirito, e di Santa Maria in Transpontina.
Era stata istituita a questo scopo una speciale farmacia nel conservatorio stesso ove si dispensavano gratis le medicine.
Nella seconda metà dell'800 l'Istituto fu affidato alle cure di Suor Paola Frassinetti (1809-1882) fondatrice della Congregazione di Santa Dorotea beatificata l'8 giugno del 1930 e canonizzata nel 1984. Suor Giuditta Vannini (1859-1911), cofondatrice delle figlie di San Camillo insieme a Padre Luigi Tezza (1841-1923), fu ospite della Conservatoria Torlonia dal 1866 al 1880. Fu proclamata Beata il 16 ottobre 1994 e canonizzata nel 2019.
Il principe Alessandro Torlonia vi istituì nel 1860 anche una sezione speciale per la cura delle malattie degli occhi che mise sotto la direzione del professore di chirurgia Costanzo Mazzoni (1823-1885) illustre clinico chirurgo dell'Università "La Sapienza" di Roma. Le sole condizioni per l'ammissione erano, la fede del parroco attestante la povertà dell'infermo e l'attestato del professore direttore dello stabilimento enunciante la qualità della malattia. Adempiuto a tali condizioni, potrà la persona affetta dalla malattia degli occhi, essere ricevuta dalla superiora dello stabilimento, e rimanervi sotto cura fino alla perfetta guarigione. L'esercizio di questa nuova caritatevole istituzione è incominciato col primo gennaio del 1860.
Nel Conservatorio Torlonia morì, a 19 anni d'età, il 22 novembre 1875 Giovanna Carolina secondogenita del Principe Alessandro Raffaele Torlonia; il complesso ha funzionato fino agli anni settanta del secolo scorso.
Alla fine del XX secolo la struttura fu venduta dai Torlonia e destinata a grande albergo. I lavori di ristrutturazione durarono oltre un decennio, rallentati anche da ritrovamenti archeologici (oggi in parte esposti nell'hotel). Dal 2012 vi è stato aperto un Gran Meliá Rome, vasto e discreto, con accesso da via del Gianicolo, di fronte alla Pontificia università urbaniana.